# 普腾赛佳 (第一代)

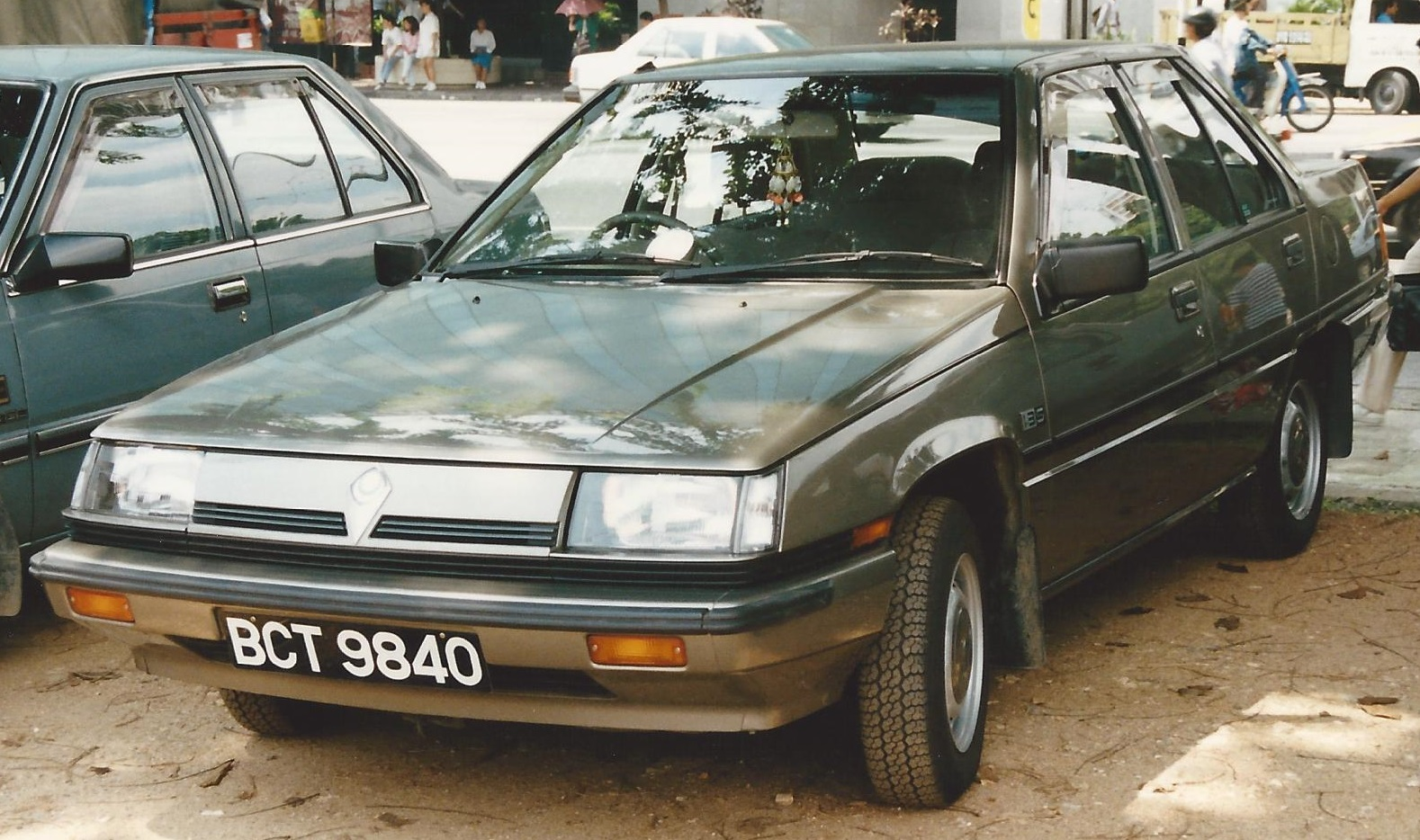
1985年推出的普腾赛佳，照片摄于1990年

第一代普腾赛佳（英語：Proton Saga）是马来西亚汽车制造商普腾（现称寶騰）生产的第一款汽车。它的原型是1983年的三菱Lancer Fiore。普腾赛佳于1985年推出。它共有四门轿车和五门掀背两种款式。
第一代普腾赛佳是普腾生产时间最长的车型，连续生产超过22年，直到2008年初被第二代普腾赛佳取代。截至2022年，普腾赛佳車系总共售出了190万辆，其中第一代售出了120万辆，使其成为普腾迄今为止產量最高的车型。